# Depden
Depden – wieś w Anglii, w hrabstwie Suffolk, w dystrykcie West Suffolk. Leży 40 km na zachód od miasta Ipswich i 91 km na północny wschód od Londynu. Miejscowość liczy 200 mieszkańców.